# Ctònic

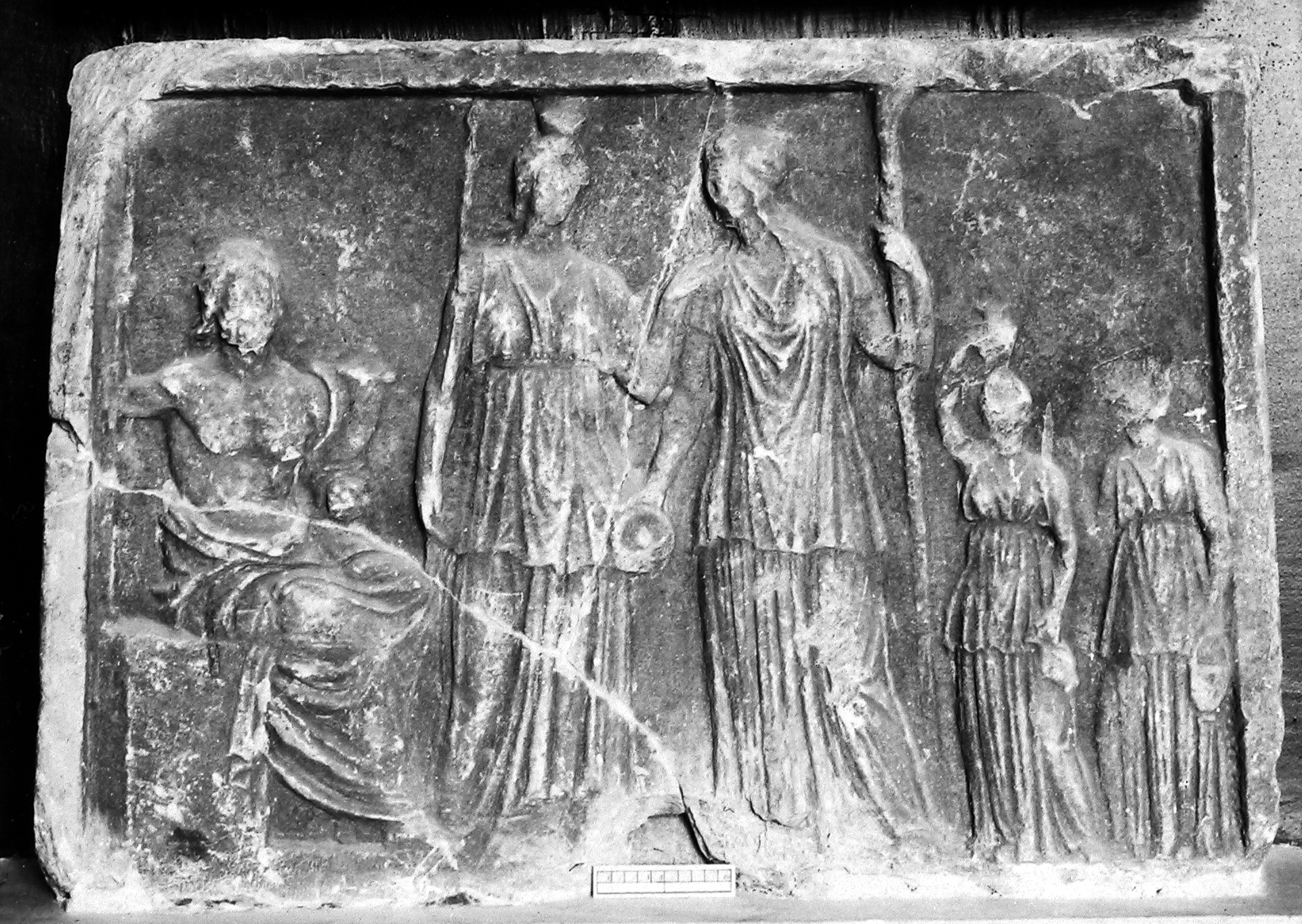
Baix relleu que representa divinitats gregues ctòniques (Museu Arqueològic Nacional d'Atenes).

En mitologia i religió, i en particular en l'antiga Grècia, el terme ctònic (del grec antic χθόνιος, khthónios, ‘pertanyent a la terra’, ‘de terra’) designa o fa referència als déus o esperits de l'inframon, per oposició a les deïtats celestes. De vegades, també se'ls anomena tel·lúrics (del llatí tellus).
La paraula grega χθών (khthṓn) n'és una de les diverses que s'usen per a terra i es refereix típicament a l'interior de la terra més que a la superfície (com designen γαιη, gaie, o γε, ge) o a la terra com a territori (com χώρα, khṓra). Evoca al mateix temps l'abundància i la tomba.
El gran santuari de Samotràcia acull una religió mistèrica que dedica un pantèon a les divinitats ctòniques, de les quals la més important era la Gran Mare. A Acragant (actual Agrigent), hi ha un temple dedicat a les divinitats ctòniques.
Alguns cultes ctònics practicaven el sacrifici ritual, que sovint es feia de nit. Les ofrenes eren normalment cremades del tot o enterrades, en comptes de ser cuinades i repartides entre els devots.